# Koenigsegg Regera
De Koenigsegg Regera is een auto van het Zweedse automerk Koenigsegg. Hij is gepositioneerd boven de Koenigsegg Agera en is meer gefocust op een totaalpakket van luxe en absolute topprestaties.
De auto is een hybride auto, waarvoor Koenigsegg een nieuw hybridesysteem ontwikkeld heeft: Koenigsegg Direct Drive.
De batterij heeft een energie-inhoud van 9,27 kWh en hiermee kan men 65 kilometer rijden op enkel elektriciteit. De auto trekt in 2,78 seconden op naar 100 km/h. De topsnelheid ligt boven de 400km/h. Het totaal vermogen is 1700 pk (1249 kW) bij een toerental van 7800 omw/min, en het koppel is maximaal 2060 Nm bij een toerental van 4100 omw/min. Dit wordt behaald door een 5.0 V8 twinturbo van 1100 pk (820 kW) en 1250 Nm. De rest van de pk's komt van drie elektromotoren waarvan twee 245 pk (180 kW, 260 Nm) de achterwielen aandrijven en één 215 pk (160 kW, 300 Nm) sterke motor de aandrijfas aandrijft.
De auto weegt 1628 kilogram.